# Distretto di Žargalthaan
Il distretto di Žargalthaan è uno dei diciassette distretti (sum) in cui è suddivisa la provincia del Hėntij, in Mongolia. Conta una popolazione di 1.831 abitanti (censimento 2010). 